# Клерсхом
Клерсхом (енгл. Claresholm) је мала варошица у јужном делу канадске провинције Алберта, у оквиру статистичке регије Јужна Алберта. Смештен је на око 91 км северозападно од града Летбриџа и на око 125 км јужно од града Калгарија, на деоници локалног ауто-пута 2. 
Први досељеници на ово подручје населили су се 1902, а годину дана касније основали су и село. Клерсхом је 1905. добио статус варошице, а исте године је и Алберта проглашена за канадску провинцију. 
Према резултатима пописа становништва из 2011. у варошици је живело 3.758 становника у 1.756 домаћинстава, 
што је за 1,6% више у односу на попис из 2006. када је регистровано 3.700 житеља.

## Становништво
| 2006. | 2011. |
| ----- | ----- |
| 3.700 | 3.758 |